# Wolfram Kinzig
Wolfram Kinzig (* 7. März 1960 in Mannheim) ist ein deutscher evangelischer Kirchenhistoriker. Er ist Inhaber des Lehrstuhls für Alte Kirche an der Rheinischen Friedrich-Wilhelms-Universität Bonn.

## Leben
Kinzig studierte von 1978 bis 1985 evangelische Theologie und Latinistik an den Universitäten Heidelberg und Lausanne. Zwischen 1985 und 1987 absolvierte er ein Graduiertenstudium in Christ Church (Oxford) bei Maurice Wiles und am Trinity College (Cambridge) u. a. bei Lionel Wickham. 1988 promovierte er zum Doktor der Theologie an der Theologischen Fakultät der Ruprecht-Karls-Universität Heidelberg. 1991 habilitierte er sich ebendort und 1992 wurde ihm die Venia Legendi für das Fach Historische Theologie zuerkannt.
Von 1988 bis 1992 war er Research Fellow am Peterhouse College und von 1992 bis 1995 Senior Research Fellow am King’s College in Cambridge. Zwischen 1992 und 1996 arbeitete er als Privatdozent (Heisenberg-Stipendiat) für Historische Theologie an der Theologischen Fakultät der Ruprecht-Karls-Universität Heidelberg. Im Sommersemester 1996 trat er die Nachfolge von Knut Schäferdiek für Kirchengeschichte an der Evangelisch-Theologischen Fakultät der Rheinischen Friedrich-Wilhelms-Universität Bonn an. Er ist Gründungsmitglied und Sprecher (Direktor) des Zentrums für Religion und Gesellschaft.
Kinzig ist verheiratet und hat zwei Kinder. Sein jüngerer Bruder ist der Tübinger Kriminologe und Strafrechtswissenschaftler Jörg Kinzig.

## Forschungsschwerpunkte
Kinzigs Forschungsschwerpunkte sind altkirchliche Glaubensbekenntnisse, altkirchliche Exegese und Predigt, Kyrill von Alexandria, christliche Geschichtsvorstellungen, Geschichte der jüdisch-christlichen Beziehungen, Universitäts- und Wissenschaftsgeschichte (bes. Theologie) im 19. und 20. Jahrhundert und das globale Christentum der Gegenwart.

## Werke (Auswahl)
- Harnack, Marcion und das Judentum. Nebst einer kommentierten Edition des Briefwechsels Adolf von Harnacks mit Houston Stewart Chamberlain. Arbeiten zur Kirchen- und Theologiegeschichte, hrsg. von Wolfram Kinzig, Volker Leppin, Günther Wartenberg, Bd. 13. Evangelische Verlagsanstalt, Leipzig 2004, ISBN 3-374-02181-6
- Faith in Formulae. A Collection of Early Christian Creeds and Creed-related Texts. Edited, Annotated, and Translated by Wolfram Kinzig. Oxford Early Christian Texts, General Editors Gillian Clark, Andrew Louth, 4 Bde. Oxford University Press, Oxford 2017, ISBN 978-0-19-826941-0
- Christenverfolgung in der Antike. C.H. Beck Wissen, München 2019, ISBN 978-3-406-74009-1
- Kinzig, Wolfram, and Barbara Loose: Control, Coercion, and Constraint. 2024.
- A History of Early Christian Creeds. de Gruyter 2024